# Diatonisches Akkordeon

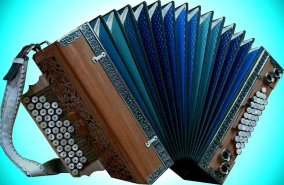
Diatonisches Akkordeon

Das diatonische Akkordeon (auch diatonische Harmonika) ist ein Akkordeon mit diatonischem und wechseltönigem Diskant sowie wechseltönigem Bass. Als Knopfgriffakkordeon gehört es zur Familie der Handzuginstrumente. Die Anzahl der Tasten kann in weiten Grenzen variieren.

## Geschichte
Der erste Entwicklungsschub fand in Wien statt. In vielen Teilen der Welt sind daher diatonische Akkordeons unter der Bezeichnung „Wiener“ oder „Wiener Modell“ bis heute bekannt. Die Entwicklung der verschiedenen Modelle war bis ca. 1860 bereits im Wesentlichen abgeschlossen.
Heute werden in Mitteleuropa kaum mehr Handzuginstrumente mit durchschlagenden Zungen in reiner Handarbeit gefertigt. Die handwerkliche Fertigung von chromatischen und diatonischen Zuginstrumenten war jedoch noch in der ersten Hälfte des letzten Jahrhunderts weit verbreitet. Österreich spielte eine wesentliche Rolle in der Entwicklung der diatonischen Wiener (später der Steirischen) Harmonika und der chromatischen Schrammel- oder Budowitzer Harmonika. Später erlangten Castelfidardo in Italien, der Musikwinkel im Vogtland von Deutschland und Louny in Tschechien Bedeutung. In Deutschland, Tschechien und Italien werden auch heute noch Stimmplatten und Handzuginstrumente in zum Teil handwerklicher und maschineller Erzeugung hergestellt.
Außerdem werden auch viele diatonische Zuginstrumente in Slowenien, der Schweiz (Schwyzerörgeli), in Österreich, hier vor allem in den Bundesländern Steiermark und Kärnten, erzeugt. Im Wesentlichen werden viele Instrumente mit Zulieferteilen aus Italien, Deutschland und Tschechien gefertigt. In Klingenthal und Umgebung (Deutschland) gibt es selbst heute noch eine Handvoll guter Handwerker. In Wien gibt es jedoch keine Zuginstrumentenbauer mehr, die eine Schrammelharmonika fachgerecht reparieren und bauen können.

## Verbreitung
In der vorindustriellen Epoche mit ihren Handwerksbetrieben, die zur teilweisen industriellen Fertigung überging, kam es zu einer starken Verbreitung dieses Instruments. Die Firma Hohner hatte im 20. Jahrhundert daran einen wesentlichen Anteil.
Bereits im 19. Jahrhundert wurde ein Großteil der Instrumente exportiert. Auswanderer nahmen Instrumente in die verschiedensten Teile der Erde mit. Es entwickelte sich ein reger Handel, besonders mit den USA. Unter anderem bezeugt ein Katalog von C. Bruno & Son aus dem Jahre 1881 umfangreiche Importe aus Europa. Dieser Katalog hat über hundert Abbildungen. Der Zweite Weltkrieg und die Verbreitung der elektronischen Orgel führten jedoch zu einem rapiden Rückgang der Produktion wie auch der Exportzahlen.
Betrachtet man aber die Steirische Harmonika, so lässt sich seit etwa 1975, als die erste Rosenzopfschule erschien, ein stetiger Aufschwung beobachten. Allein in Österreich dürften sich die derzeit im Jahr produzierten Instrumente schätzungsweise auf 8000 Stück beziffern. Der 1874 in Klagenfurt gegründete Betrieb Novak produziert selbst heute noch Instrumente handwerklich.
Lubas war eine der frühesten Firmen, sie hatte in Laibach (Slowenien) und im österreichischen Klagenfurt ihren Betrieb. Angeblich ist Lubas auch die Firma, welche die ersten Helikonbässe eingebaut hat. Josef Fleiß führte bis 1943 den Betrieb in Slowenien. Nach dem Zweiten Weltkrieg lernte Peter Müller und andere bei Fleiß das Handwerk. In Slowenien gibt es heute eine große Anzahl kleiner Betriebe, die Harmonikateile fertigen oder spezifische Arbeiten an Harmonikas ausführen. Ausgebildet wurden die meisten noch im Melodia Werk (Ljubljana) dem Nachfolgebetrieb von Lubas. Eine wichtige Rolle spielte auch die Firma Halaváček in Louny (Tschechien). In Louny besteht bis heute ein Betrieb, der Stimmplatten erzeugt.
Auch in den USA baute ein Auswanderer (Anton Mervar, Button Accordion Manufacturer) Steirische Harmonikas in Cleveland.
Weiterführende Geschichte bei den jeweils bekannten Harmonikabauern:
Harmonikabauerliste
Im Beitrag Schrammelharmonika  ist eine Liste von Wiener Harmonikamachern zu finden, die möglicherweise auch bereits ähnliche Instrumente fertigten.

## Wichtige Bauformen

### Steirische Harmonika
Die Steirische Harmonika findet heute hauptsächlich in der Volksmusik in Österreich, Südtirol, Tschechien, Slowenien und Bayern, aber auch in anderen Ländern Verwendung.

### Club-Modell
Die Club-Handorgel (Deutsches Club-Modell, auch diatonische Handharmonika) ist eine diatonische, wechseltönige Harmonika mit zwei Tonarten und Halbtönen in einer dritten Reihe.
In Deutschland wird in der traditionellen Volksmusik häufig zur Liedbegleitung oder in Harmonikaorchestern das Club-Modell gespielt, das auf der mittleren Reihe in der Mitte eine einzelne Taste besitzt, die auf Ziehen und Drücken den gleichen Ton spielt (Gleichton). Häufigste Tonart dieses Modells ist die Kombination C/F. Am meisten verbreitet sind die Instrumente der Firma Hohner. Jedoch werden sowohl Schwyzerörgeli und Steirische Harmonikas mit einer Tastenbelegung am Diskant und am Bass angeboten, die den Hohner Club-Modellen entspricht, ein genereller Standard für die Tastenbelegung ist nicht vorhanden. Manche Club-Modelle wurden auf der Bassseite mit einer erweiterten Anzahl von diatonischen Bässen angeboten. Sehr oft werden diese Modelle auch mit Registerumschaltung am Diskant verwendet.
Das Club-Modell entspricht somit baulich einer dreireihigen diatonischen Harmonika mit angepasster Tastenbelegung und wird daher von den meisten Herstellern als Variante angeboten. Die unten angegebene externe Webseite zeigt die Tastenbelegung.
Im Musikverlag Holzschuh in Manching gibt es als Lehrbehelf die Neue Holzschuh-Schule (gründlicher und leicht fasslicher Lehrgang für Handharmonika von Alfons Holzschuh).

### Wiener Modell
Das Wiener Modell, das mit zwei Reihen ohne Gleichtöne ausgestattet ist, erfreut sich zunehmender Beliebtheit als Instrument vor allem für Live-Musik zu Volkstanzveranstaltungen, die ursprünglich von Frankreich aus inspiriert wurden („Bal Folk“, „Tanzhaus“). Hochwertige Instrumente vor allem aus Italien und Frankreich und eine Weiterentwicklung der Spieltechnik haben zur Attraktivität dieses Instruments beigetragen. Die übliche Notenschrift wird häufig mit einer französischen Tabulatur unterlegt.

### Sonstige
- einreihig
  - Cajun Accordion (Louisiana)
  - Sanfona (Brasilien)
  - „Melodeon“ (England)
  - Langnauerli (Schweiz)
- mehrreihig
  - Organetto (Italien)
  - Heligonka (Tschechien)

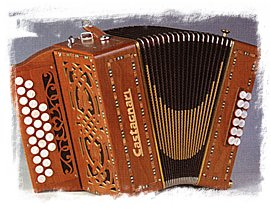
Italienisches Organetto

  - Schwyzerörgeli, Diskant diatonisch-wechseltönig, umgekehrter Stradella-Bass (selten bis zu 128 Tasten) gleichtönig
  - Schottisches Akkordeon, Wiener Modell mit Stradella-Bass
  - Irisches Akkordeon, Diskant chromatisch
  - Trikitixa, baskisches Akkordeon, Diskant diatonisch, Bass gleichtönig
  - Französisches Akkordeon
  - „Melodeon“ (in England und Amerika werden mit Melodeon aber auch kleine Harmoniums bezeichnet)